# Maculaphodius conspersus
Maculaphodius conspersus är en skalbaggsart som beskrevs av Horn 1887. Maculaphodius conspersus ingår i släktet Maculaphodius och familjen Aphodiidae. Inga underarter finns listade i Catalogue of Life.